# ابن أبي العلاء
أبو القاسم علي بن محمد بن علي بن أحمد بن أبي العلاء المصيصي الدمشقي الشافعي الفرضي مُسند دمشق، وأحد رواة الحديث النبوي.

## سيرته
ولد في رجب سنة 400 هـ. سمع وهو حدث من الكبار وارتحل ولحق العوالي. سمع من: محمد بن عبد الرحمن القطان، وعبد الرحمن بن أبي نصر، وأبا نصر بن هارون، وعبد الوهاب بن جعفر الميداني، وعبد الوهاب المري، وعددا كثيرا بدمشق، وأبا الحسن بن الحمامي ببغداد، لحقه مريضا هو وعبد العزيز الكتاني رفيقه، فسمعا منه أربعة أحاديث، وسمع ببلد من أحمد بن الحسين بن سهل بن خليفة وأخيه محمد، وبمصر من أبي عبد الله بن نظيف، وأبي النعمان بن تراب بن عمر، وبعكبرا من أبي نصر البقال، وببغداد أيضا من هبة الله بن الحسن اللالكائي، وطلحة بن الصقر، وأحمد بن علي البادي، وأبي علي بن شاذان وطائفة.
حدث عنه : أبو بكر الخطيب ومات قبله بأربع وعشرين سنة، والفقيه نصر المقدسي، والخضر بن عبدان، وهبة الله بن أحمد الأكفاني، وجمال الإسلام علي بن المسلم، ونصر بن أحمد بن مقاتل، وهبة الله بن طاووس، والقاضي يحيى بن علي الفرسي، وابنه القاضي الزكي محمد بن يحيى، وأبو القاسم الحسين بن البن، وأبو العشائر محمد بن خليل، وعلي بن أحمد بن مقاتل، وأبو يعلى حمزة بن الحبوبي وآخرون.
قال الحافظ أبو القاسم بن عساكر: «كان فقيها فرضيا من أصحاب القاضي أبي الطيب». قال الذهبي: «سمعنا من طريقه عدة أجزاء، كحديث ابن أبي ثابت، وجزء علي بن حرب، ومن فضائل الصحابة لخيثمة».

## وفاته
حكى البهجة بن أبي عقيل عن ابن أبي العلاء أنه كان بيده دفتر حساب يحاسب رجلًا، ثم نظر إلى فوق، وقال: ما هذا الوجه، هذه صورة شخص قد تمثل لي، ثم رمى الدفتر ، وأغمي عليه ومات. مات بدمشق في 11 جمادى الآخرة سنة 487 هـ.